# 5355 Akihiro
5355 Akihiro (1991 CA) là một tiểu hành tinh vành đai chính được phát hiện ngày 3 tháng 2 năm 1991 bởi S. Ueda và H. Kaneda ở Kushiro.